# Devon and Somerset Railway

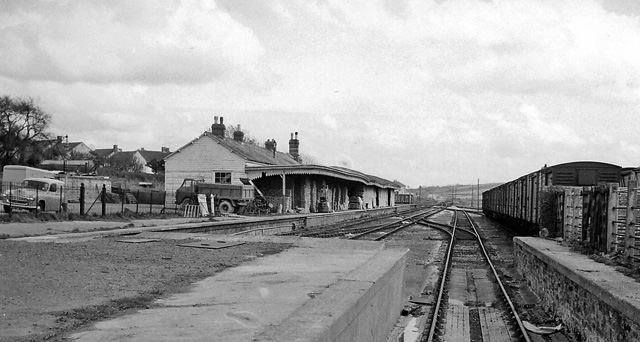
Barnstaple Victoria Road Station (1964)

Die Devon and Somerset Railway war eine britische Eisenbahngesellschaft in Devon und Somerset in England.
Die Gesellschaft erhielt am 29. Juli 1864 die Konzession zum Bau einer breitspurigen (2140 mm) 68 Kilometer langen Strecke von Norton Fitzwarren nach Barnstaple. Der Bau ging aufgrund von Finanzierungsproblemen nur langsam voran, so wurde am 8. Juni 1871 der Abschnitt bis Wiveliscombe und am 1. November 1873 bis Barnstaple fertiggestellt. In Barnstaple erhielt die Strecke einen eigenen Bahnhof östlich der Stadt, abseits des seit 1854 existierenden Bahnhofs der London and South Western Railway (LSWR). Den Betrieb übernahm die Bristol and Exeter Railway. Alle Züge begannen und endeten in Taunton, zwischen Taunton und Norton Fitzwarren befuhren sie die Hauptstrecke der Great Western Railway. 1881 wurde die Strecke auf Normalspur umgestellt.
Am 31. August 1885 wurde der Bau einer Verbindungskurve vom Bahnhof Barnstaple Victoria Road zur LSWR im Bahnhof Barnstaple Junction genehmigt. Diese ging am 1. Juni 1887 in Betrieb und erlaubte einen durchgängigen Verkehr zur Barnstaple and Ilfracombe Railway.
Am 26. Juli 1901 übernahm die Great Western Railway die Gesellschaft. Infolge der Beeching-Axt wurde die Strecke am 1. Oktober 1966 eingestellt. 